# Julia Butler Hansen Refuge for the Columbian White-Tailed Deer
Julia Butler Hansen Refuge for the Columbian White-Tailed Deer je rezervace v jihozápadním Washingtonu a severozápadním Oregonu, která byla založena roku 1972 k ochraně ohroženého druhu jelena Odocoileus virginianus leucurus. Rezervace pokrývá více než 23 km² pastvin, zalesněných bažin, lesíků a močálů při břehu řeky Columbie na hranici obou států.
Životní prostředí, které rezervace ochraňuje pro jeleny, je užitečné také pro různá přezimující ptactva, malé stádo wapitiů západních, vydry severoamerické, různé plazy a obojživelníky, včetně želvy ozdobné a skokana červenonohého, a pro několik hnízdících párů orla bělohlavého a orlovce říčního. Nyní v rezervaci žije okolo tří set jedinců jelena Odocoileus virginianus leucurus.
Dalších tři až čtyři sta jedinců žije na soukromých pozemcích při břehu řeky. Oblasti proti proudu od Pugetova ostrova a na oregonské straně řeky jsou velice důležité pro opětovné založení druhu v oblasti. Rezervace spolupracuje s vlastníky soukromých pozemků na udržování populace i na soukromých pozemcích.
Rezervace nese své jméno po Julii Butler Hansen, která zastupovala stát Washington ve Sněmovně reprezentantů.